# خوزه ماریا بولخوبایچ
خوزه ماریا بولخوبایچ (انگلیسی: José María Buljubasich؛ زادهٔ ۱۲ مهٔ ۱۹۷۱) بازیکن فوتبال اهل آرژانتین است.
از باشگاه‌هایی که در آن بازی کرده‌است می‌توان به باشگاه ورزشی تنریف، باشگاه فوتبال ریور پلاته، باشگاه فوتبال رئال اویدو، و باشگاه فوتبال روساریو سنترال اشاره کرد.